# قره ولی لو
قره ولی لو یک روستا در ایران است که در دهستان ارشق غربی واقع شده‌است. قره ولی لو ۱۰۱ نفر جمعیت دارد.